# Policarbonat

Structura chimică a unui policarbonat

Policarbonații (PC) alcătuiesc un grup de materiale polimerice termoplaste, care conțin în structura lor grupe carbonat. Sunt materiale ușoare, rezistente, iar unele dintre varietățile produse sunt transparente, având o gamă largă de aplicații. Una dintre problemele legate de produsele pe bază de policarbonați este prezența în cantități mici a monomerului bisfenol A, un compus care poate deveni toxic pentru corpul uman, în anumite condiții.

## Obținere
Principalul mod de obținere al policarbonaților este în urma reacției dintre bisfenol A (BPA) și fosgen COCl
2. Ecuația reacției, cu structurile implicate, este:
Prima etapă a sintezei presupune tratarea bisfenolului A cu hidroxid de sodiu, prin care grupa hidroxil fenolică a bisfenolului A este deprotonată.
(HOC6H4)2CMe2  +  2 NaOH   →  Na2(OC6H4)2CMe2  +  2 H2O
Difenoxidul (Na2(OC6H4)2CMe2) format în urma alcalinizării reacționează cu fosgenul, obținându-se un intermediar cloroformiat. Acesta este atacat de un alt fenoxid, iar procesul se continuă:
Na2(OC6H4)2CMe2  +  COCl2   →  1/n [OC(OC6H4)2CMe2]n  +  2 NaCl